# 宗眼寺
宗眼寺（そうがんじ）は、佐賀県佐賀市にある曹洞宗の寺院。山号は正覚山。1655年（明暦元年）に、伝国周的により開山。蓮池藩初代藩主鍋島直澄が開基。蓮池藩主代々の菩提寺。

## 著名な墓
- 鍋島直之 - 蓮池藩第二代藩主。
- 野村成泰 - 沖縄にて教育者として功績を立てた。1880年、普天満宮の中に作られた沖縄最初の小学校である中頭小学校の校長を務める。

## その他
- 木造河童像 - 鍋島直澄の霊屋の梁の上に両足を立てて、腰を下ろした風に座っている23cmほどの木造。佐賀市重要有形民俗文化財。佐賀の河童伝説に基づく。
- 寺の門柱の文字は、明治の三筆といわれた巖谷一六の字。
- 同寺のクスノキは、市の保存樹に指定されている。

座標: 北緯33度14分55秒 東経130度21分02秒 / 北緯33.24856度 東経130.35044度